# Daguerreotypie

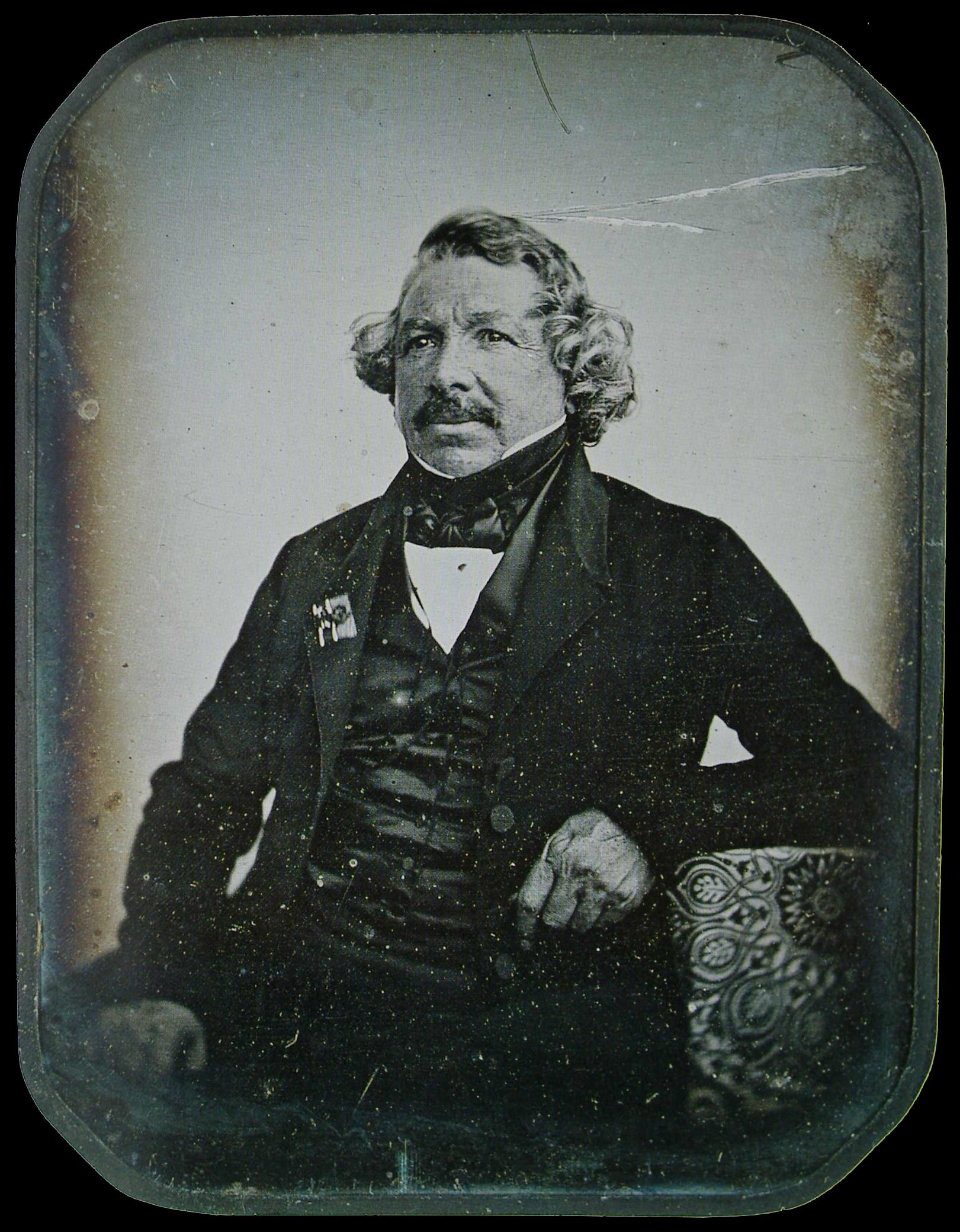
Der Maler und Erfinder Louis Daguerre im Jahr 1844, seitenverkehrte Abbildung, Daguerreotypie von Jean-Baptiste Sabatier-Blot (1801–1881)

Die Daguerreotypie war das erste kommerziell nutzbare Fotografie-Verfahren im 19. Jahrhundert. Sie ist nach dem französischen Maler Louis Daguerre benannt, der das Verfahren mitentwickelt und 1839 veröffentlicht hat.
Die Rechte an dem Verfahren wurden auf Initiative des Physikers François Arago von der französischen Regierung erworben. Sie zahlte dafür eine lebenslange Rente an Daguerre und an Isidore Niépce, den Sohn seines ehemaligen Partners Nicéphore Niépce. Arago präsentierte das Verfahren am 19. August 1839 in einer gemeinsamen Sitzung der Pariser Akademien der Wissenschaften und der schönen Künste der Öffentlichkeit. Danach stand es als das erste praktikable Fotografieverfahren jedermann zur freien und unentgeltlichen Nutzung zur Verfügung. Ausgenommen war jedoch England aufgrund der vorherigen Erteilung eines Patentes an einen Lizenznehmer Daguerres.

## Charakteristik
Die Daguerreotypie ist eine Fotografie auf einer spiegelglatt polierten Metalloberfläche. Hierzu wurden in der Regel versilberte Kupferplatten von meist 0,65 bis 0,75 mm Stärke genutzt, die unter dem Namen Silberplaque von den Fabrikanten silberplakierter Waren verkauft wurden. Die von Daguerre anfänglich verwendeten reinen Silberplatten erwiesen sich als zu kostspielig, kostensenkende Varianten mit unversilbertem Kupfer oder dünner Silberfolie hatten Nachteile.
Die Daguerreotypie lieferte von Anfang an gut nuancierte und fein strukturierte Bilder, die mit der Lupe betrachtet noch kleinste Details zeigen. Sie begründete dadurch bereits zu Beginn der Fotografiegeschichte einen hohen Standard, an dem sich alle späteren Verfahren messen lassen mussten. Der Bildton, ursprünglich ein helles Grau bis Blaugrau, konnte nach dem Einführen der von Hippolyte Fizeau am 23. März 1840 vorgestellten Goldtonung auch goldgelb sein und dadurch eine noch natürlichere Wirkung erzielen.
Schwächen des Verfahrens sind ein hohes Gesundheitsrisiko für den Fotografen infolge des Umgangs mit giftigen Quecksilberdämpfen beim Entwickeln der Platten und eine seitenverkehrte Abbildung der aufgenommenen Motive, wobei dieser Umstand auch zur besonderen Beliebtheit der Porträts bei den Abgebildeten führte, da ihnen das seitenverkehrte Spiegelbild ihres Gesichts vertrauter war. Ein Mangel war in der Anfangszeit darüber hinaus die geringe Lichtempfindlichkeit. Außerdem ist jede Daguerreotypie ein Unikat, das nicht ohne weiteres vervielfältigt werden kann, was allerdings seinerzeit ihre Wertschätzung eher erhöhte. Eine besondere und ganz charakteristische Einschränkung gibt es beim Betrachten der Bilder: Die Schattenpartien der Aufnahmen werden durch blankes Silber repräsentiert. Je nachdem, ob sich darin Licht oder Dunkelheit spiegelt, sieht man eine Daguerreotypie negativ oder positiv. Die Unbequemlichkeiten wie die gesundheitsgefährdende Arbeit, das wenig lichtempfindliche Material und die Nicht-Reproduzierbarkeit der seitenverkehrten Unikate waren die Hauptgründe für den raschen Erfolg späterer Verfahren.

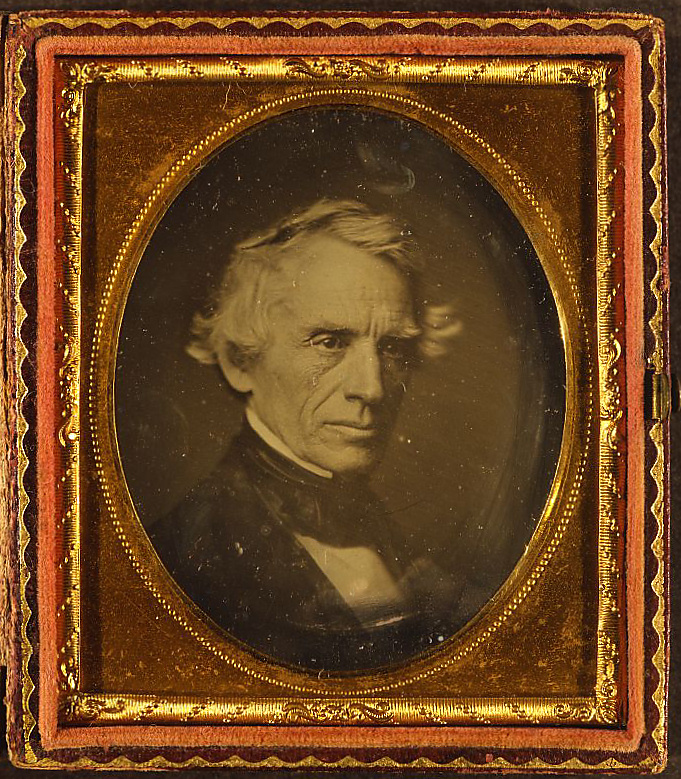
Der Telegrafen-Erfinder Samuel Morse um 1845, er machte die Daguerreotypie in den USA bekannt; farbgetreue Reproduktion einer durch Goldtonung veredelten Daguerreotypie hinter Passepartout mit Zierrahmen
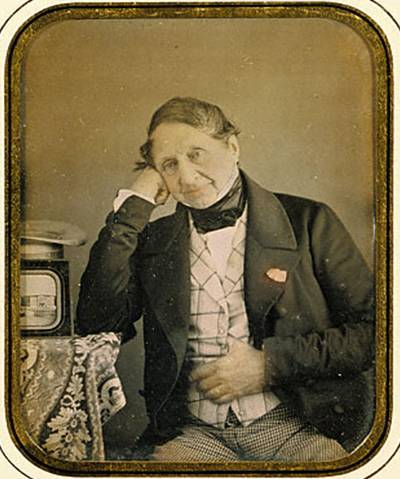
Selbstporträt des Bankiers Jean-Gabriel Eynard, er machte die Daguerreotypie in der Schweiz bekannt; goldgetonte und kolorierte Daguerreotypie um 1847 (Viertelplatte)

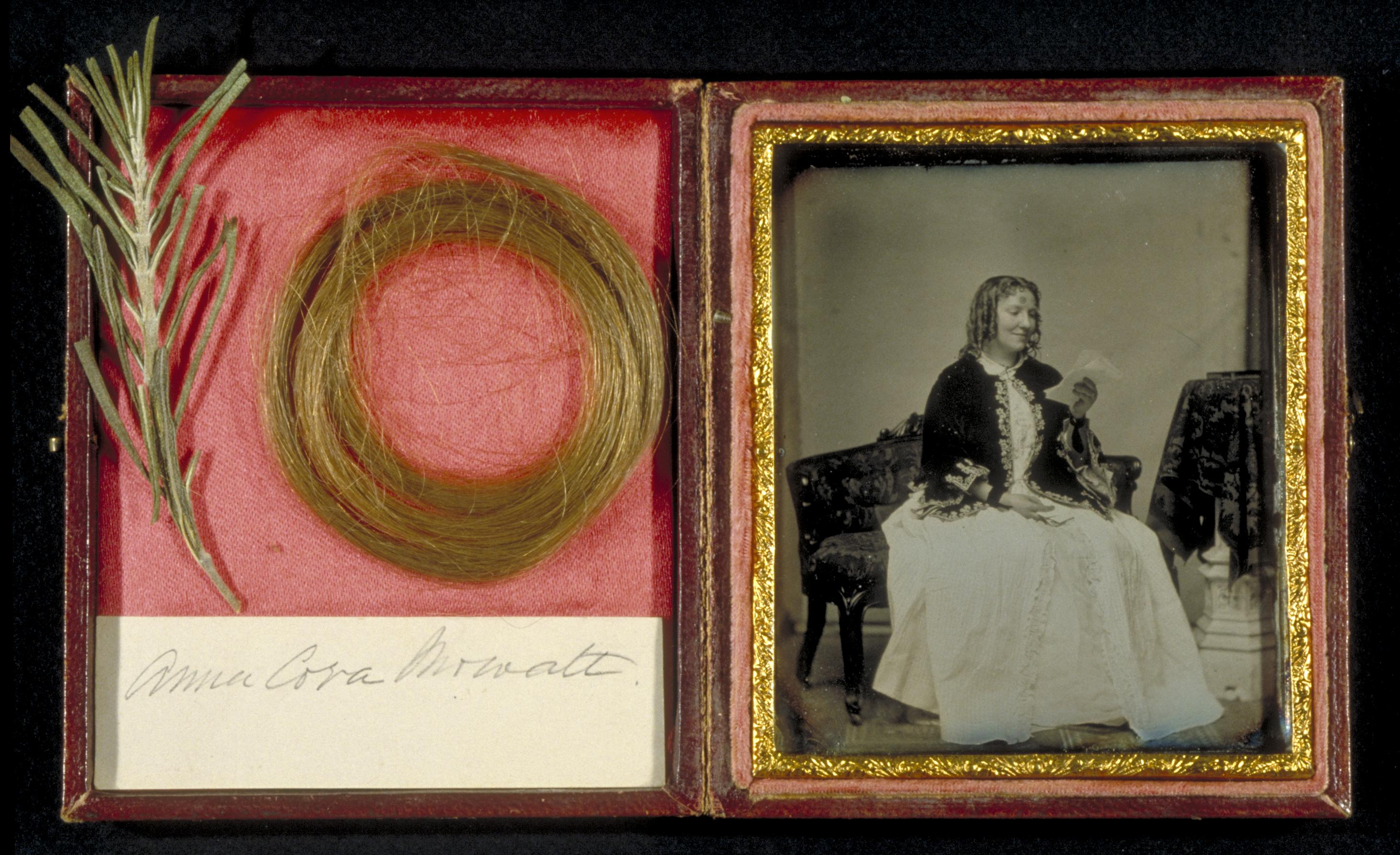
Geöffnetes Daguerreotypie-Etui mit einem Ganzkörperporträt der US-amerikanischen Autorin Anna Cora Mowatt Ritchie und Haarlocke, aphrodisierendem Rosmarinzweig sowie Originalunterschrift im linken Fach

## Kulturgeschichtliche Bedeutung

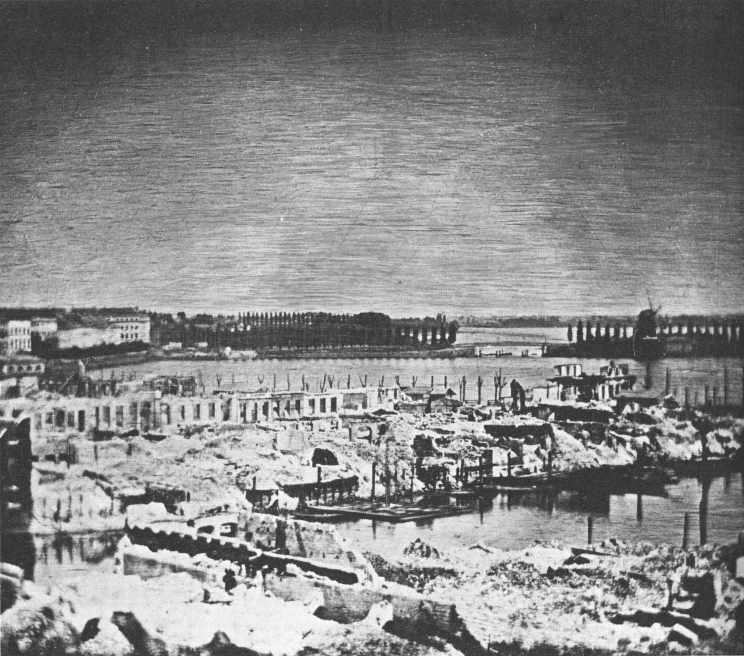
Brandschäden in Hamburg 1842, Daguerreotypie von Hermann Biow

Nachdem sie in den ersten Jahren um 1840 wegen der langen Belichtungszeit hauptsächlich für Architekturaufnahmen verwendet worden waren, erlangten die Daguerreotypien bald insbesondere als kleinformatige Porträts Popularität. Sie waren preiswerter als die bis zu dieser Zeit üblichen gemalten Miniaturen, dabei aber von unübertroffener, damals überraschender Naturtreue. Man präsentierte sie daher in ähnlich eleganten Schatullen oder repräsentativen Bilderrahmen. Das Fehlen der Farbe in den Abbildungen wurde meist gern in Kauf genommen. Allerdings entwickelte sich auch das Kolorieren bereits zu einer hohen Blüte, insbesondere bei den in Paris meistens als Stereoaufnahmen hergestellten Aktfotos.
Daneben wurden auch nahezu alle anderen Einsatzgebiete der Fotografie bereits durch Daguerreotypie-Aufnahmen begründet. Neben beispielsweise Stillleben, Reproduktionen von Gemälden oder Grafiken, Wissenschafts- und Reiseaufnahmen hat man auch zeitgeschichtliche Ereignisse festgehalten. Die Aufnahmen der Ruinen der Brandkatastrophe in Hamburg von Hermann Biow im Jahr 1842 gelten als die Anfänge des Fotojournalismus in Deutschland. Alexander von Minutoli in Liegnitz nutzte die Daguerreotypie dreizehn Jahre lang zur Ablichtung seiner Sammlung von Vorbildern für Handwerker und Fabrikanten.

## Popularität

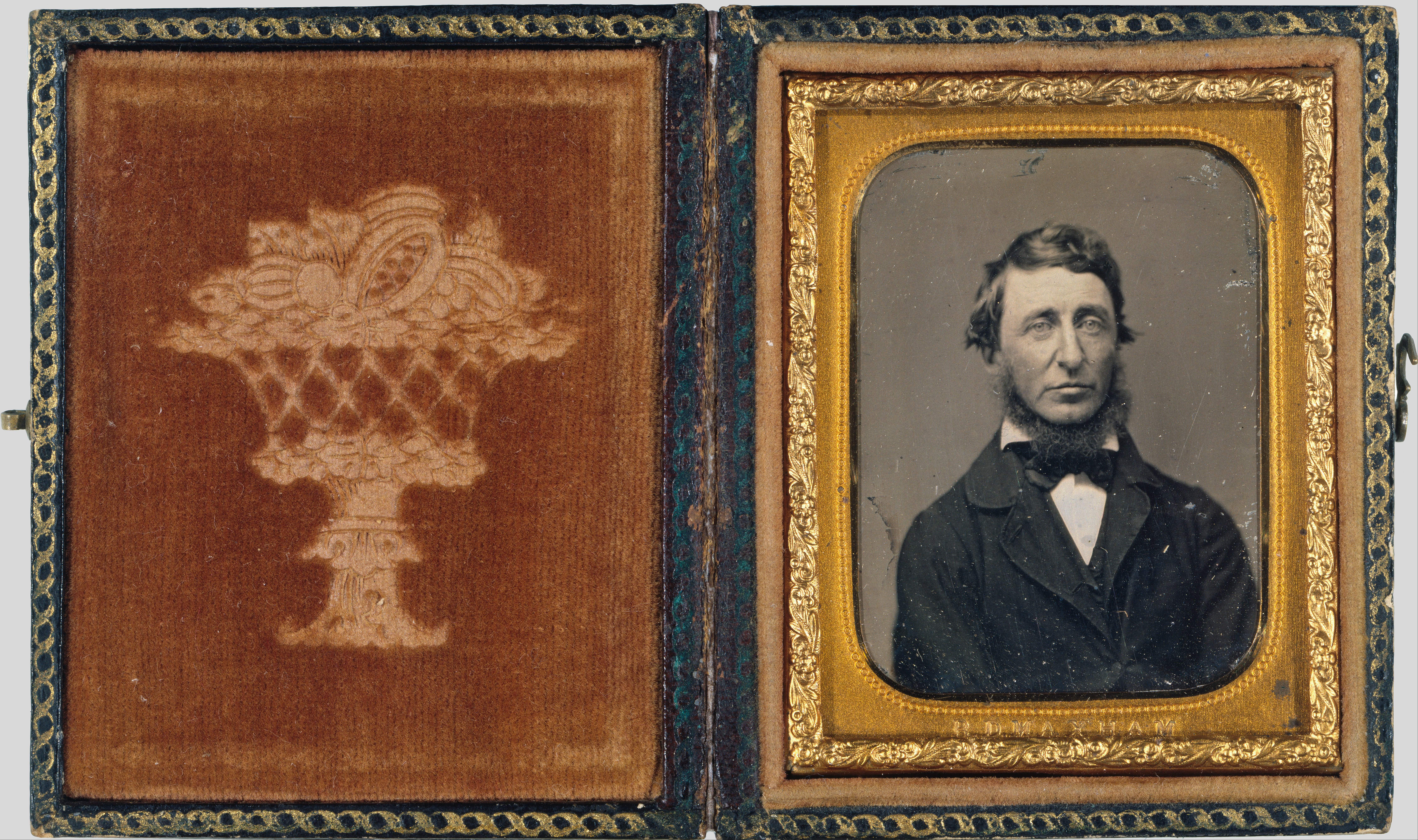
Die Original-Daguerreotypie von Henry David Thoreau in ihrer geöffneten Schatulle, Aufnahme von Benjamin D. Maxham, 1856.

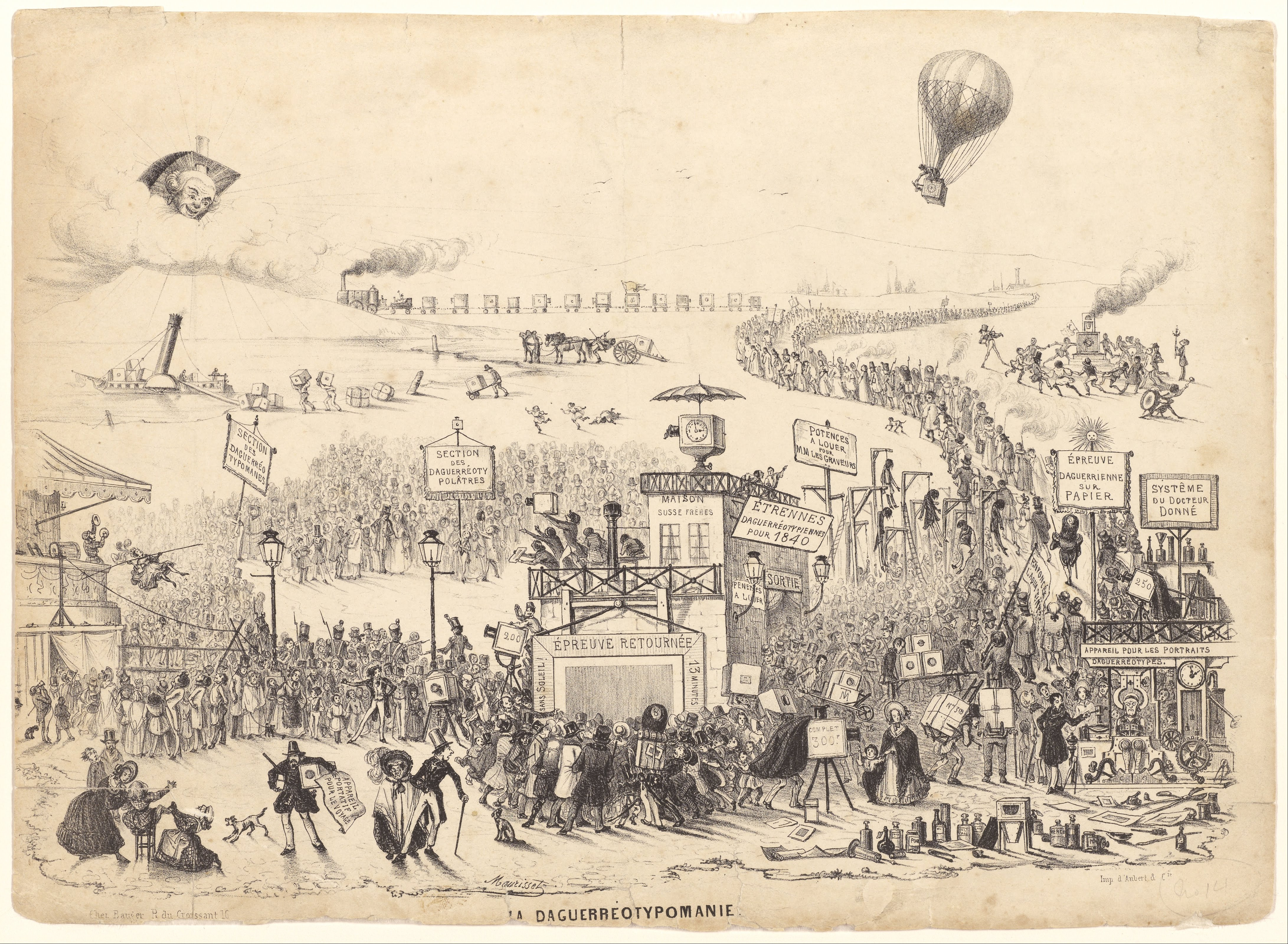
La Daguerréotypomanie Karikatur von Théodore Maurisset (1803–1860), die Ende 1839 veröffentlicht wurde

Durch die Veröffentlichung des Daguerreotypie-Verfahrens im Jahr 1839 konnte sich die Fotografie schon zu Beginn ihrer Geschichte innerhalb weniger Monate über die ganze Welt ausbreiten. Die Daguerreotypie erfreute sich bis gegen Ende der 1850er Jahre großer Beliebtheit. In der Schärfe und Detailgenauigkeit waren die Abbildungen dem ersten Negativ-Positiv-Verfahren der Kalotypie (auch bekannt als „Talbotypie“) von William Henry Fox Talbot deutlich überlegen, das zur selben Zeit hauptsächlich in Großbritannien gebräuchlich war. Sie war allerdings wegen des lästigen Spiegelns – anders als die Kalotypie – für große Bildformate und als Wandschmuck kaum geeignet. Die kleinformatigen Daguerreotypien wurden mit Zierrahmen geschmückt und einem schützenden Deckel versehen.
Das Daguerreotypie-Verfahren war in Europa bis in die 1850er Jahre vorherrschend, in den USA noch einige Jahre länger. Es wurde dann durch bessere Verfahren, das Kollodium-Negativ und den Albuminpapierabzug, insbesondere durch die preiswerten Visitenkarten-Porträts und das Positiv-Verfahren der Ambrotypie verdrängt.
Daguerreotypien sind seit etwa 1970 begehrte Sammelobjekte. Seitdem haben ambitionierte Fotografen in der ganzen Welt das Verfahren als künstlerisches Stilmittel wieder aufgegriffen.

## Verfahren

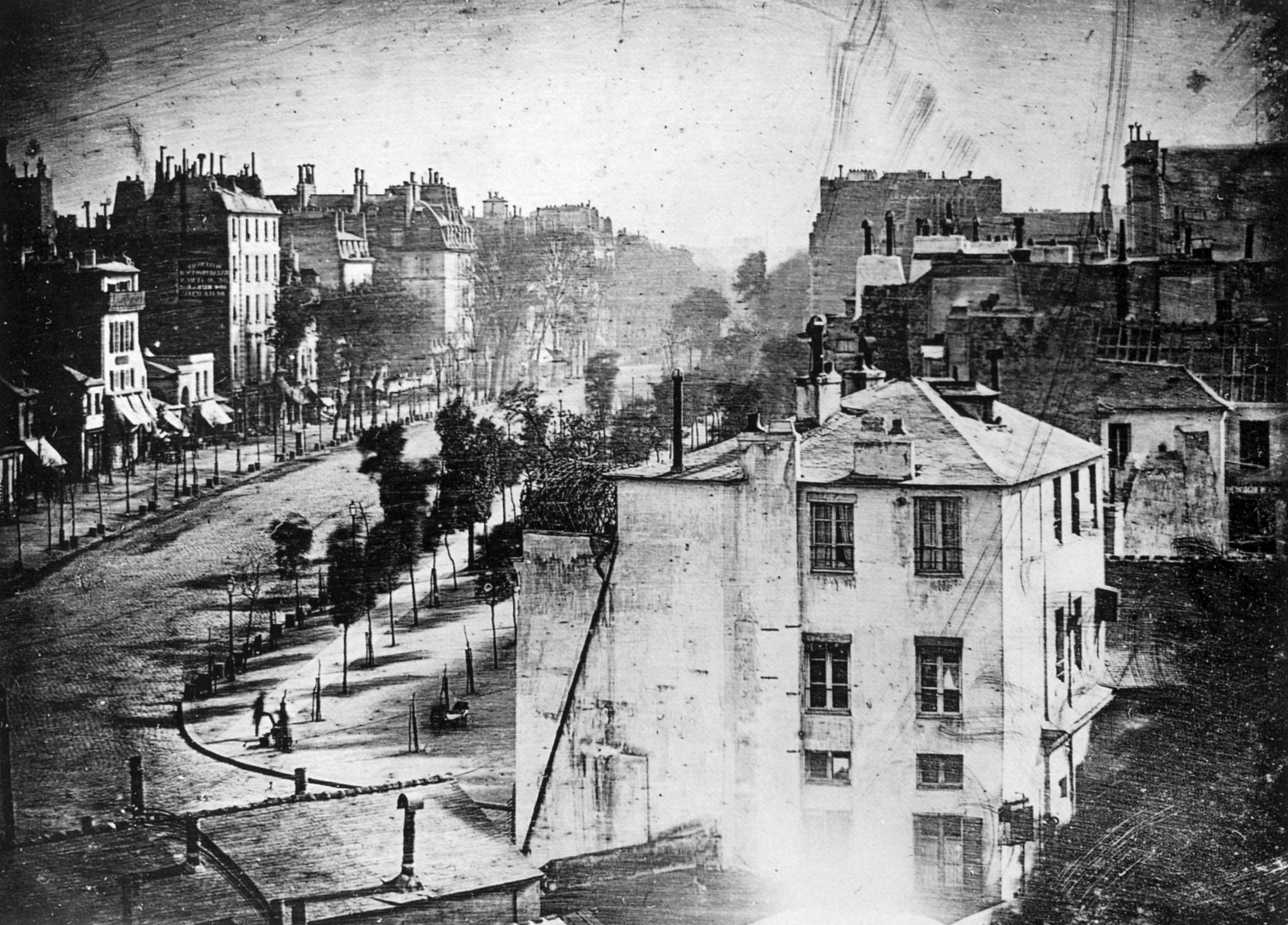
Pariser Straßenansicht (Boulevard du Temple), Daguerreotypie von Louis Daguerre, aufgenommen vom Fenster seines Arbeitszimmers aus, 1838; diese Aufnahme gilt als das älteste Foto, auf dem Menschen abgebildet sind (Schuhputzer und Kunde an der Straßenecke unten links)

Daguerre hatte seit 1829 mit Nicéphore Niépce, dem Erfinder der Heliografie, in Partnerschaft zusammengearbeitet. Sein Verfahren ist jedoch eine eigenständige Entwicklung, die auf völlig anderen Grundlagen als die Heliografie beruht.
Die Daguerreotypie basiert auf der Lichtempfindlichkeit von Silberhalogeniden. Die versilberten Kupferplatten wurden zunächst sorgfältig poliert und dann durch Einwirkung von Joddampf lichtempfindlich gemacht. Später wurden die Platten zusätzlich auch noch Brom- und Chlordämpfen ausgesetzt, wodurch sich die Lichtempfindlichkeit der Platte erheblich erhöhte. Durch die Bedampfung bildete sich an der Oberfläche der Silberschicht Silberiodid bzw. Silberbromid. Die Platte musste danach im Dunkeln aufbewahrt und möglichst bald verwendet werden, weil sie nur kurz haltbar war.
Beim Belichten („Exponieren“) setzte man sie an der Bildseite eines Fotoapparates dem durch das Objektiv der Kamera einfallenden Licht aus. Auf ihre Oberfläche wurde ein kopfüber stehendes und (in der Draufsicht) zudem seitenverkehrtes Bild projiziert. Wegen der geringen Empfindlichkeit des Jodsilbers dauerte eine Belichtung an der Sonne anfangs zehn bis fünfzehn Minuten, später jedoch durch Verbesserungen des Verfahrens und der Objektive weniger als eine halbe Minute, wodurch Porträts möglich wurden. An den belichteten Stellen der Aufnahme wurde das Silberhalogenid zu metallischem Silber reduziert.
Anschließend wurde mit Hilfe von Quecksilberdämpfen entwickelt. Auf der Trägerplatte lagerten sich dabei an den vorher vom Licht getroffenen Partien des sehr schwachen Silberbildes Quecksilber-Tröpfchen an. Nach dem Fixieren, anfangs in einer Meersalz-, später einer „Hyposulfit-“(Thiosulfat) oder Zyankali-Lösung, wobei sich die verbliebenen lichtempfindlichen Silbersalze auflösten, entstand ein äußerst lichtbeständiges, hellgraues Bild. Der Quecksilber-Niederschlag war jedoch extrem berührungsempfindlich. Die Trägerplatte wurde deshalb zusammen mit einem Passepartout hinter eine Glasscheibe montiert und mit dieser zum Schutz vor Oxidation luftdicht verklebt, bevor man sie abschließend in ihre Einfassung (Schatulle oder Rahmen) setzte.
Die Verwendung von Quecksilberdämpfen und Zyankali war äußerst gesundheitsschädlich, weswegen viele Daguerreotypisten relativ früh verstarben.

## Kameras

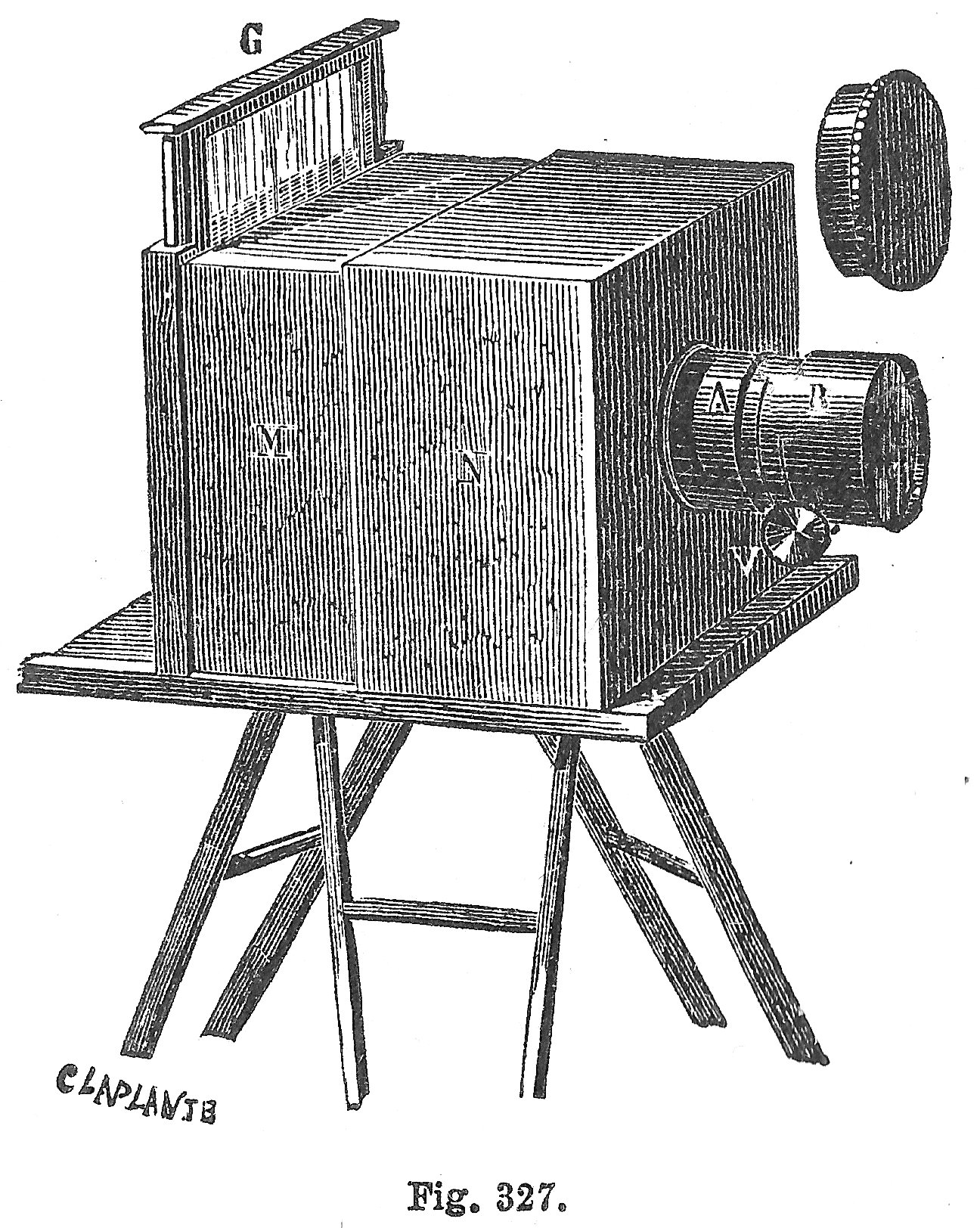
Daguerreotypie-Kamera, System Giroux

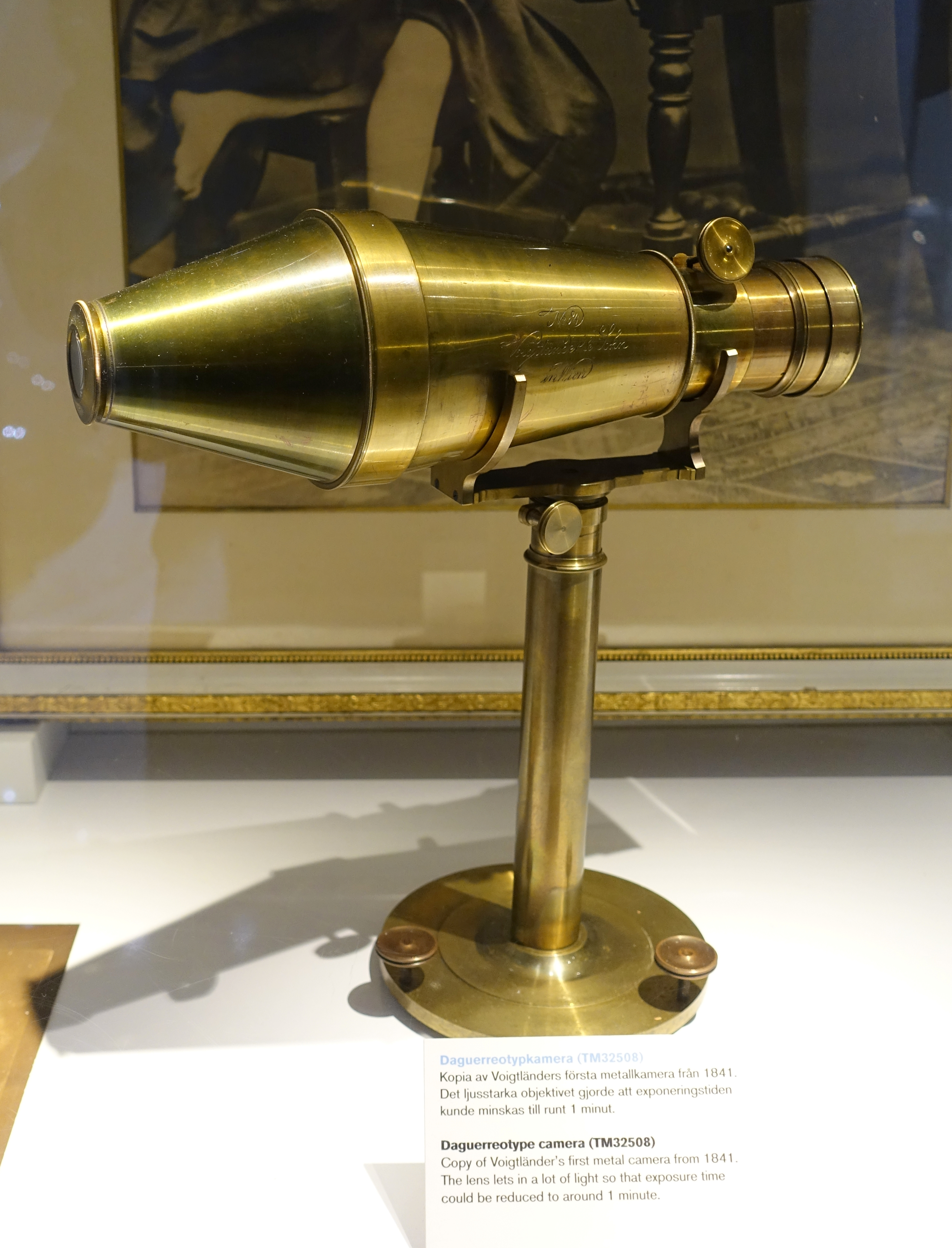
Daguerreotypie-Kamera von Voigtländer (Replik)

Spezielle Kameras für das Daguerreotypie-Verfahren wurden bereits im September 1839 zunächst von der Firma Susse Frères und wenige Tage später unter Daguerres persönlicher Lizenz (verdeutlicht durch dessen Namenszug auf einer angeschraubten Plakette) auch von dessen Schwager Alphonse Giroux angeboten. Es handelte sich bei den aus der Camera obscura entwickelten Apparaten um sogenannte Schiebekasten-Kameras. Deren Gehäuse bestand aus zwei ineinander geschobenen Teilen, mit deren Hilfe man die Entfernungseinstellung vornehmen konnte. Als Verschluss diente ein einfacher Deckel auf dem Objektiv, der beim Belichten von Hand abgenommen und wieder aufgesetzt wurde.
Von der nur wenig jüngeren Daguerréotype-Kamera des Herstellers Giroux existieren weltweit etwa zehn Stück in Museen. Eine weitere Kamera dieser Bauart befand sich bis 2010 in Norddeutschland in Privatbesitz. Der Apparat wurde zusammen mit seiner deutschsprachigen Original-Gebrauchsanleitung von einem Wiener Auktionshaus am 29. Mai 2010 für netto 610.000 Euro beziehungsweise 732.000 Euro einschließlich 20 Prozent Aufgeld versteigert. Er war dann ein Jahr lang die teuerste Kamera der Welt; am 28. Mai 2011 wurde für eine Leica ein noch höherer Preis erzielt. Die Giroux-Daguerréotype-Kamera verfügte bereits über ein Magazin, das die Trägerplatte aufnahm und vor der Belichtung anstelle der für die Einstellungen erforderlichen Mattscheibe in den Apparat geschoben wurde.
Die Belichtungszeit konnte bereits 1840 mit dem ersten wissenschaftlich berechneten Porträtobjektiv des Wiener Professors Josef Petzval deutlich verkürzt werden (siehe Artikel Petzvalobjektiv). Der Optiker Friedrich von Voigtländer baute es im Auftrag Petzvals als Erster. Es hatte die 16-fache Lichtstärke des in den Giroux-Kameras verwendeten Objektivs.
Gleichzeitig mit dem Objektiv – und natürlich mit diesem ausgerüstet – entwickelte Voigtländer auch ein eigenständiges Kamera-System für Daguerreotypien. Sein Apparat war erstmals ganz aus Metall gefertigt und hatte die Form eines Kegels. Ein zweiter Kegel trug die Mattscheibe und eine Betrachtungslupe. Er wurde an den Ersteren angeschraubt, um die Aufnahme vorzubereiten, sodass die Kamera dann die Form eines Doppelkonus hatte. Als Zubehör gab es ein Tischstativ mit zwei Gabeln, in die man den Apparat lose hineinlegte, um ihn auszurichten und das Bild scharfzustellen. Vor dem Belichten trug der Daguerreotypist die ganze Kamera in die Dunkelkammer, schraubte dort statt des Betrachtungs-Moduls ein Magazin an, das die bei diesem Konzept kreisrunde Trägerplatte enthielt, und legte die Kamera anschließend wieder auf das bereitstehende Tischstativ. Auch für die abschließende Bearbeitung wurde wieder der ganze Apparat in die Dunkelkammer getragen. Das System war robust und zuverlässig, aber auf eine bestimmte Plattengröße und die unübliche runde Form der Bilder festgelegt.

## Platten

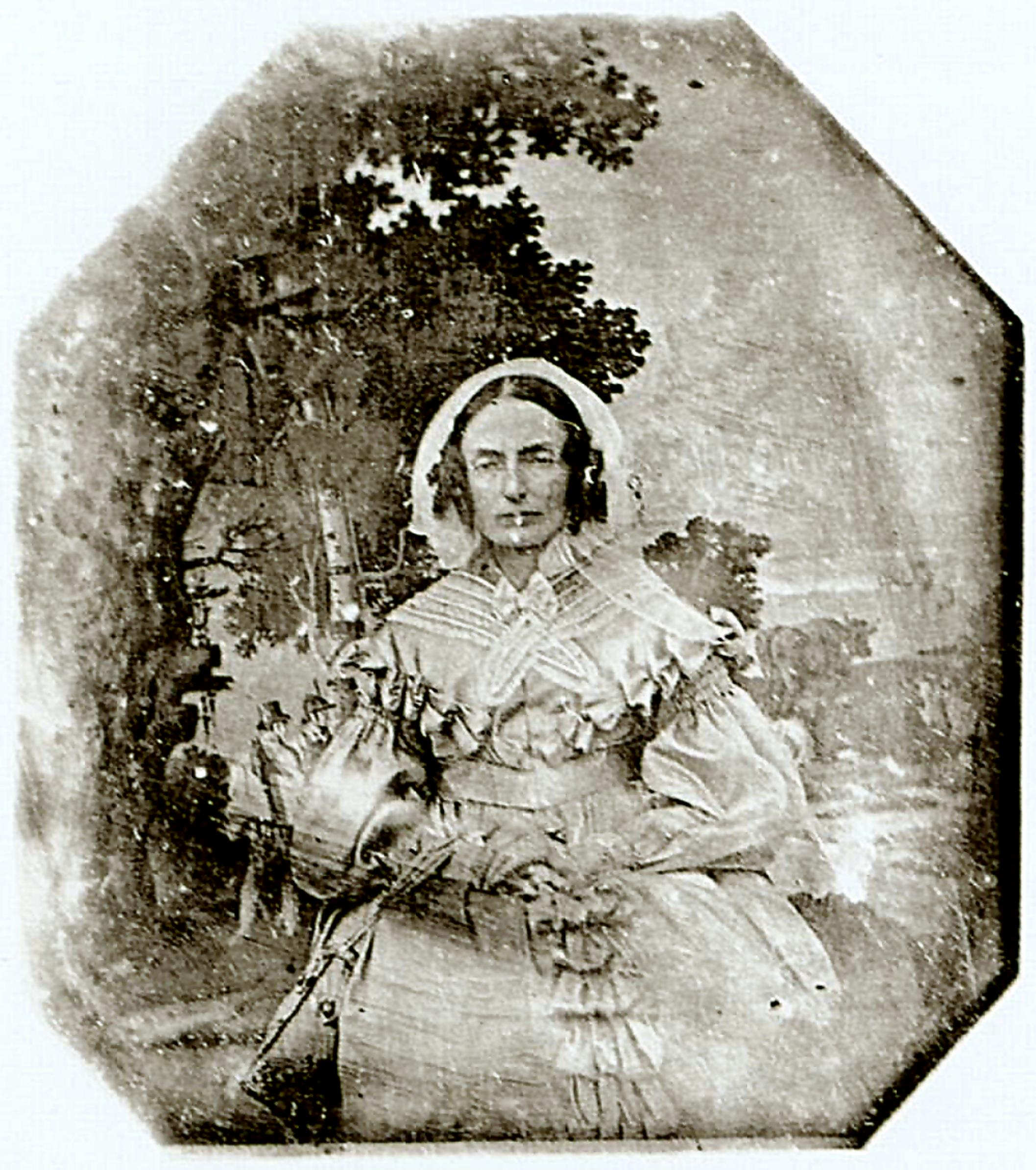
Ältere Frau im „Biedermeier-Kostüm“, Daguerreotypie um 1840 (Sechstelplatte); Reproduktion in Schwarzweiß

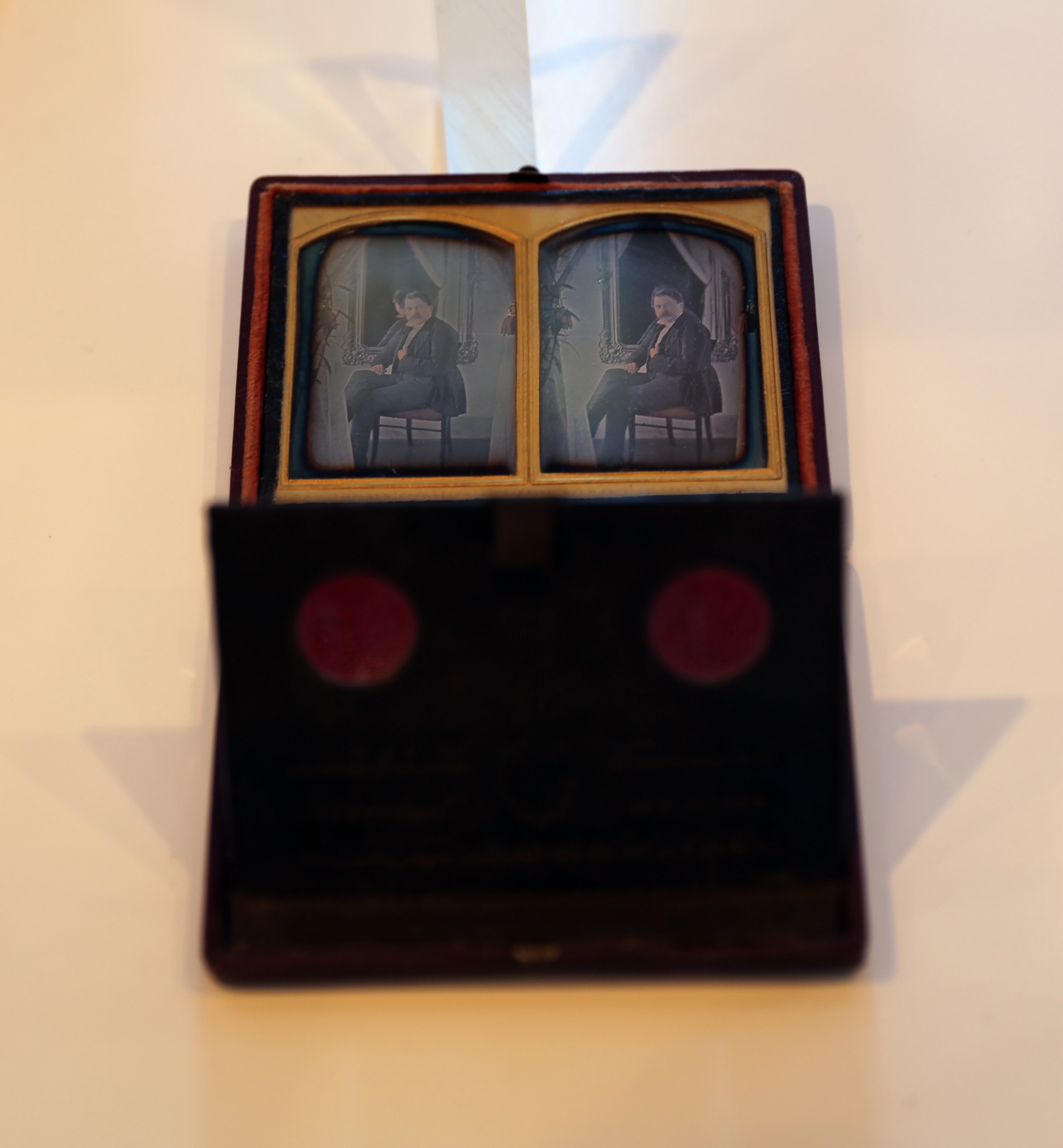
Stereo-Daguerreotypie „Herr vor Spiegel“ (F. K. Strezek, C. J. Rospini) in einem Stereoskop

Die fabrikmäßig hergestellten Platten wurden, ausgehend von der ganzen Platte, vom Fotografen auf die jeweils benötigte Größe zugeschnitten. Diese kann daher im Einzelfall von den Maßangaben der nachfolgenden Tabelle leicht abweichen. Der Preis für ein Dutzend versilberter Kupferplatten im Normalformat 216 mm × 162 mm lag in Deutschland anfänglich bei gut 42 Courantmark, der einer fertigen Aufnahme bei knapp 17 Courantmark.
| Bezeichnung        | Größe           | Bemerkung                             |
| ------------------ | --------------- | ------------------------------------- |
| Ganze Platte       | 216 mm × 162 mm | 8 Pariser Zoll × 6 Pariser Zoll (4:3) |
| Halbe Platte       | 162 mm × 108 mm | 6 Pariser Zoll × 4 Pariser Zoll (3:2) |
| Drittelplatte      | 162 mm × 72 mm  | (9:4)                                 |
| Viertelplatte      | 108 mm × 81 mm  | 4 Pariser Zoll × 3 Pariser Zoll (4:3) |
| Sechstelplatte     | 81 mm × 72 mm   | (9:8)                                 |
| Achtelplatte       | 81 mm × 54 mm   | 3 Pariser Zoll × 2 Pariser Zoll (3:2) |
| Neuntelplatte      | 72 mm × 54 mm   | (4:3)                                 |
| Viersechstelplatte | 162 mm × 144 mm | für Stereo-Aufnahmen (2× 9:16)        |